# ستيف مارغوليس
ستيف مارغوليس (بالإنجليزية: Steve Margolis)‏ هو مدرب خيول أمريكي، ولد في 8 سبتمبر 1963 في نيويورك في الولايات المتحدة.